# Teresa Ceglecka-Zielonka
Teresa Zuzanna Ceglecka-Zielonka (ur. 8 marca 1957 w Namysłowie) – polska polityk i polonistka, posłanka na Sejm V kadencji.

## Życiorys
W 1985 ukończyła polonistykę w Wyższej Szkole Pedagogicznej im. Powstańców Śląskich w Opolu. Pracowała jako referent w jednym z przedsiębiorstw, następnie jako nauczycielka w szkole podstawowej. Zajęła się później prowadzeniem jako wolontariusz świetlicy opiekuńczo-wychowawczej. Przez wiele lat działała również w strukturach namysłowskiego hufca ZHP. Działaczka Akcji Katolickiej oraz Towarzystwa Przyjaciół Dzieci.
Od 18 listopada 2002 do 4 października 2005 była przewodniczącą Rady Miejskiej w Namysłowie, reprezentując lokalne stowarzyszenie Forum Rozwoju Ziemi Namysłowskiej. Z mandatu uzyskanego w 2002 radnej zrezygnowała 7 października 2005 w związku z uzyskaniem mandatu poselskiego.
Z listy Prawa i Sprawiedliwości w 2004 bezskutecznie kandydowała do Parlamentu Europejskiego w okręgu dolnośląsko-opolskim, a w 2005 uzyskała mandat posła w okręgu opolskim. W wyborach parlamentarnych w 2007 bez powodzenia ubiegała się o reelekcję. W 2010 bezskutecznie kandydowała na burmistrza Namysłowa (w II turze przegrała z urzędującym burmistrzem Krzysztofem Kuchczyńskim), uzyskała natomiast mandat radnej sejmiku opolskiego. W wyborach parlamentarnych w 2011 bez powodzenia startowała do Sejmu. W grudniu tego samego roku opuściła PiS, wiążąc się z Solidarną Polską. Zasiadła w powołanej rok później radzie głównej tej partii (w maju 2023 przemianowanej na Suwerenną Polskę). W 2014 z ramienia komitetu Solidarnej Polski bez powodzenia kandydowała do Europarlamentu w okręgu dolnośląsko-opolskim, na burmistrza Namysłowa oraz do rady powiatu namysłowskiego. W 2018 powróciła w skład sejmiku opolskiego, a w 2024 ponownie uzyskała mandat radnej Namysłowa.
Zamężna z Andrzejem Zielonką, działaczem samorządowym. Ma trójkę dzieci: dwie córki i syna.